# Bernardston (Massachusetts)
Bernardston es un pueblo ubicado en el condado de Franklin en el estado estadounidense de Massachusetts. En el Censo de 2010 tenía una población de 2.129 habitantes y una densidad poblacional de 35,11 personas por km².

## Geografía
Bernardston se encuentra ubicado en las coordenadas 42°41′31″N 72°33′36″O / 42.69194, -72.56000. Según la Oficina del Censo de los Estados Unidos, Bernardston tiene una superficie total de 60.63 km², de la cual 60.57 km² corresponden a tierra firme y (0.11%) 0.06 km² es agua.

## Demografía
Según el censo de 2010, había 2.129 personas residiendo en Bernardston. La densidad de población era de 35,11 hab./km². De los 2.129 habitantes, Bernardston estaba compuesto por el 97.56% blancos, el 0.19% eran afroamericanos, el 0.14% eran amerindios, el 0.47% eran asiáticos, el 0% eran isleños del Pacífico, el 0.28% eran de otras razas y el 1.36% pertenecían a dos o más razas. Del total de la población el 0.8% eran hispanos o latinos de cualquier raza.